# سیارک ۶۴۰۰
سیارک ۶۴۰۰ (به انگلیسی: 6400 Georgealexander، نامگذاری:1991GQ1) شش هزار و چهارصدمین سیارک کشف شده‌است که در ۱۰ آوریل ۱۹۹۱ کشف شد.
قدر مطلق سیارک برابر ۱۱٫۲۰ است.